# Campeonato Asiático de Atletismo Júnior de 2002
A 10ª edição do Campeonato Asiático de Atletismo Júnior foi o evento esportivo organizado pela Associação Asiática de Atletismo (AAA) para atletas com até 20 anos classificados como Júnior. O evento foi sediado na cidade de Banguecoque, na Tailândia, no período de  28 de outubro a 31 de outubro de 2002, sendo a segunda vez que a cidade sedia o evento. Foram disputadas 43 provas entre masculino e feminino tendo sido quebrado vários recordes do campeonato. Teve como prova de destaque os 3000 metros com obstáculos masculino, que teve o recorde igualado por Abubaker Kamal do Catar.

## Medalhistas

### Masculino
| Evento                      | Ouro                                                                         | Ouro      | Prata                                                                                  | Prata    | Bronze                                                            | Bronze       |
| --------------------------- | ---------------------------------------------------------------------------- | --------- | -------------------------------------------------------------------------------------- | -------- | ----------------------------------------------------------------- | ------------ |
| 100 metros                  | Liu Dapeng · China                                                           | 10.74     | Suryo Agung Wibowo · Indonésia                                                         | 10.81    | Masaya Aikawa · Japão                                             | 10.83        |
| 200 metros                  | Shinji Takahira · Japão                                                      | 21.03     | Liu Haitao · China                                                                     | 21.14    | Huang Wei · China                                                 | 21.16        |
| 400 metros                  | Yuki Yamaguchi · Japão                                                       | 47.11     | Manoi Pushpa Kumara · Sri Lanka                                                        | 47.38    | Sudam Marandi · Índia                                             | 47.93        |
| 800 metros                  | Adam Abdou · Catar                                                           | 1:47.17   | Sajjad Moradi Irão                                                                     | 1:48.30  | Ghamanda Ram · Índia                                              | 1:48.37      |
| 1.500 metros                | Abdul Rahman Suleiman · Catar                                                | 3:53.52   | Abubaker Kamal · Catar                                                                 | 3:53.58  | Sajjad Moradi Irão                                                | 3:54.22      |
| 5.000 metros                | Yasuhiro Tago · Japão                                                        | 14:41.08  | Tomoyuki Honda · Japão                                                                 | 14:41.08 | Yousef Abu Kwaik · Palestina                                      | 15:33.04     |
| 10.000 metros               | Tomoyuki Honda · Japão                                                       | 30:07.06  | Muresh Kumar Yadav · Índia                                                             | 32:16.60 | Amnuay Tongmit · Tailândia                                        | 33:54.00     |
| 110 metros com barreiras    | Wu Youjia · China                                                            | 14.18     | Muhd Faiz Mohamad · Malásia                                                            | 14.28    | Jang Seung-Han Coreia do Sul                                      | 14.51        |
| 400 metros com barreiras    | Tsuneaki Tanaka · Japão                                                      | 51.43     | Takayuki Koike · Japão                                                                 | 51.56    | Patlavath Shankar · Índia                                         | 52.14        |
| 3.000 metros com obstáculos | Abubaker Kamal · Catar                                                       | 8:53.47 = | Shuji Yoshioka · Japão                                                                 | 8:53.61  | Mehdi Javanhamd Irão                                              | 9:16.80      |
| Revezamento 4 x 100 metros  | Japão · Masaya Aikawa · Yasutaka Matsunaga · Shinji Takahira · Hiroyuki Noda | 39.30     | Tailândia · Wachara Sondee · Samarn Yanphiboon · Nutdanee Sanoh · Siriroj Darasuriyong | 40.08    | Irão Hossein Ghaemi M. Abbaszadeh Payman Rajabi Mohammad Akefian  | 40.86        |
| Revezamento 4 x 400 metros  | Japão · Hiroyuki Noda · Yuki Yamaguchi · Shinji Takahira · Yushi Nakata      | 3:07.51   | Índia · Patlavath Shankar · Karaka Appa Rao · A. Kubule · Sudam Marandi                | 3:10.06  | Irão Hasham Khazadi Payman Rajabi Mohammad Akefian G. Pachmahaleh | 3:10.95      |
| Marcha atlética 10 km       | Fumihiro Kobayashi · Japão                                                   | 42:00.53  | Chen Guangdong · China                                                                 | 44:11.50 | Mabrouk Mohamed · Catar                                           | 45:23.36     |
| Salto em altura             | Zhu Wannan · China                                                           | 2.19 m    | Park Jun-Hwan · Coreia do SulAndrey Podurov · Uzbequistão                              | 2.15 m   | Não Premiado                                                      | Não Premiado |
| Salto com vara              | Leonid Andreev · Uzbequistão                                                 | 5.20 m =  | Kang Chung-Keun Coreia do Sul                                                          | 5.10 m   | Takuro Mori · Japão                                               | 5.10 m       |
| Salto em comprimento        | Abdullah Al-Waleed · Catar                                                   | 7.82 m    | Zhu Kai · China                                                                        | 7.70 m   | Chao Chih-chien · Taipé Chinesa                                   | 7.70 m       |
| Salto triplo                | Gu Junjie · China                                                            | 16.73 m   | Li Yanxi · China                                                                       | 16.57 m  | Mohammad Hazzory Síria                                            | 16.17 m      |
| Arremesso de peso           | Khalid Habash Al-Suwaidi · Catar                                             | 20.29 m   | Ranvijay Singh · Índia                                                                 | 19.28 m  | Amit Tyagi · Índia                                                | 18.61 m      |
| Arremesso de disco          | Khalid Habash Al-Suwaidi · Catar                                             | 63.17 m   | Xu Yongyi · China                                                                      | 61.04 m  | Zhang Yuhao · China                                               | 59.58 m      |
| Lançamento do martelo       | Ali Al-Zinkawi · Kuwait                                                      | 74.93 m   | Zhang Dapeng · China                                                                   | 71.61 m  | Mohamed Al-Kaabi · Catar                                          | 70.32 m      |
| Lançamento do dardo         | Jeong Sang-Jin Coreia do Sul                                                 | 75.36 m   | Kazuki Yamamoto · Japão                                                                | 73.93 m  | Chou Yi-Chen · Taipé Chinesa                                      | 71.84 m      |
| Decatlo                     | Hong Qingyanq · China                                                        | 7471 pts  | Akira Kano · Japão                                                                     | 7076 pts | Rifat Artikov · Uzbequistão                                       | 6809 pts     |

### Feminino
| Evento                     | Ouro                                                              | Ouro     | Prata                                                                               | Prata    | Bronze                                                                      | Bronze   |
| -------------------------- | ----------------------------------------------------------------- | -------- | ----------------------------------------------------------------------------------- | -------- | --------------------------------------------------------------------------- | -------- |
| 100 metros                 | Zhu Yuanhong · China                                              | 11.97    | Nongnuch Sanrat · Tailândia                                                         | 12.00    | Leng Mei · China                                                            | 12.23    |
| 200 metros                 | Lao Yuqing · China                                                | 24.20    | He Ying · China                                                                     | 24.33    | Natsuko Nagashima · Japão                                                   | 24.63    |
| 400 metros                 | Sathi Geetha · Índia                                              | 54.30    | Asami Tanno · Japão                                                                 | 54.72    | Bindu Rani · Índia                                                          | 54.85    |
| 800 metros                 | Ji Siyu · China                                                   | 2:08.04  | No Yoo-Yeon Coreia do Sul                                                           | 2:08.53  | Anna Klyushkina · Quirguistão                                               | 2:09.45  |
| 1.500 metros               | No Yoo-Yeon Coreia do Sul                                         | 4:27.15  | Ji Siyu · China                                                                     | 4:28.32  | An Un Suk · Coreia do Norte                                                 | 4:29.29  |
| 3.000 metros               | Zhang Yuhong · China                                              | 9:36.53  | Ri Chung Sim · Coreia do Norte                                                      | 9:39.20  | Kim Hyon Hui · Coreia do Norte                                              | 9:43.05  |
| 10.000 metros              | Zhang Yuhong · China                                              | 34:44.33 | Ri Chung Sim · Coreia do Norte                                                      | 36:08.41 | Kim Hyon Hui · Coreia do Norte                                              | 36:40.35 |
| 100 metros com barreiras   | Ji Fangqian · China                                               | 13.85    | Fumiko Kumagai · Japão                                                              | 13.97    | Saori Kaneko · Japão                                                        | 14.17    |
| 400 metros com barreiras   | Xiao Hongfan · China                                              | 59.28    | Galina Pedan · Quirguistão                                                          | 60.52    | Chisa Nishio · Japão                                                        | 60.66    |
| Revezamento 4 x 100 metros | China · Leng Mei · Zhu Yuanhong · Lao Yuqing · He Ying            | 45.53    | Tailândia · Nongnuch Sanrat · Supapon Loulert · Sangwan Jaksunin · M. Mapa          | 45.61    | Japão · Natsuko Nagashima · Kayoko Kurimoto · Fumiko Kumagai · Saori Kaneko | 46.35    |
| Revezamento 4 x 400 metros | Índia · Pinki Pramanik · Chitra Soman · Bindu Rani · Sathi Geetha | 3:40.50  | Cazaquistão · Assem Ziadanova · Olga Tereshkova · Olga Tsurikova · Nadezhda Rudneva | 3:42.44  | Japão · Asami Tanno · Kaori Takemoto · Natsuko Nagashima · Chisa Nishio     | 3:44.48  |
| Marcha atlética 10 km      | Natsuki Kimura · Japão                                            | 49:03.38 | Yoko Oura · Japão                                                                   | 49:08.08 | Hu Ming · China                                                             | 49:19.90 |
| Salto em altura            | Li Rong · China                                                   | 1.79 m   | Yuko Watanabe · Japão                                                               | 1.76 m   | Anna Ustinova · Cazaquistão                                                 | 1.76 m   |
| Salto com vara             | Wu Sha · China                                                    | 3.90 m   | Jasmaniah Osman · Malásia                                                           | 3.70 m   | Hsu Hsueh-Chin · Taipé Chinesa                                              | 3.40 m   |
| Salto em comprimento       | Wang Lina · China                                                 | 6.29 m   | Bi Xiaohui · China                                                                  | 6.26 m   | Ruta Patkar · Índia                                                         | 6.14 m   |
| Salto triplo               | Yu Shaohua · China                                                | 13.71 m  | Niu Nana · China                                                                    | 13.41 m  | Tatyana Bocharova · Cazaquistão                                             | 13.32 m  |
| Arremesso de peso          | Zhang Xiaoyu · China                                              | 18.18 m  | Zhang Yuan · China                                                                  | 16.40 m  | Seema Antil · Índia                                                         | 14.47 m  |
| Arremesso de disco         | Xu Shaoyang · China                                               | 62.54 m  | Ma Xuejun · China                                                                   | 57.56 m  | Seema Antil · Índia                                                         | 57.40 m  |
| Lançamento do martelo      | Zhang Wenxiu · China                                              | 66.10 m  | Wei Xiaoyan · China                                                                 | 54.04 m  | Kang Na-Ru Coreia do Sul                                                    | 53.04 m  |
| Lançamento do dardo        | Geng Aihua · China                                                | 54.50 m  | Suman Devi · Índia                                                                  | 52.33 m  | Ayako Yamazaki · Japão                                                      | 48.89 m  |
| Heptatlo                   | Yang Shaodan · China                                              | 5211 pts | Mizuyo Kasahara · Japão                                                             | 5041 pts | Natalya Filatova · Uzbequistão                                              | 4485 pts |

## Quadro de medalhas
| Ordem | País            | Ouro | Prata | Bronze |     |
| 1     | China           | 22   | 13    | 4      | 39  |
| 2     | Japão           | 9    | 10    | 8      | 27  |
| 3     | Catar           | 6    | 1     | 2      | 9   |
| 4     | Índia           | 2    | 4     | 8      | 14  |
| 5     | Coreia do Sul   | 2    | 3     | 2      | 7   |
| 6     | Uzbequistão     | 1    | 1     | 2      | 4   |
| 7     | Kuwait          | 1    | 0     | 0      | 1   |
| 8     | Tailândia       | 0    | 3     | 1      | 4   |
| 9     | Coreia do Norte | 0    | 2     | 3      | 5   |
| 10    | Malásia         | 0    | 2     | 0      | 2   |
| 11    | Irão            | 0    | 1     | 4      | 5   |
| 13    | Cazaquistão     | 0    | 1     | 2      | 3   |
| 14    | Indonésia       | 0    | 1     | 0      | 1   |
| 15    | Sri Lanka       | 0    | 1     | 0      | 1   |
| 16    | Quirguistão     | 0    | 1     | 1      | 2   |
| 17    | Taipé Chinesa   | 0    | 0     | 3      | 3   |
| 18    | Palestina       | 0    | 0     | 1      | 1   |
| 19    | Síria           | 0    | 0     | 1      | 1   |
| Total | Total           | 43   | 44    | 42     | 129 |